# Perlin
Perlin település Németországban, Mecklenburg-Elő-Pomeránia tartományban. Lakosainak száma 378 fő (2023. december 31.).

## Népesség
A település népességének változása:
| Lakosok száma | 375  | 388  | 384  | 379  | 378  | 378  |
|               | 2014 | 2017 | 2019 | 2021 | 2022 | 2023 |